# Línguas siuanas

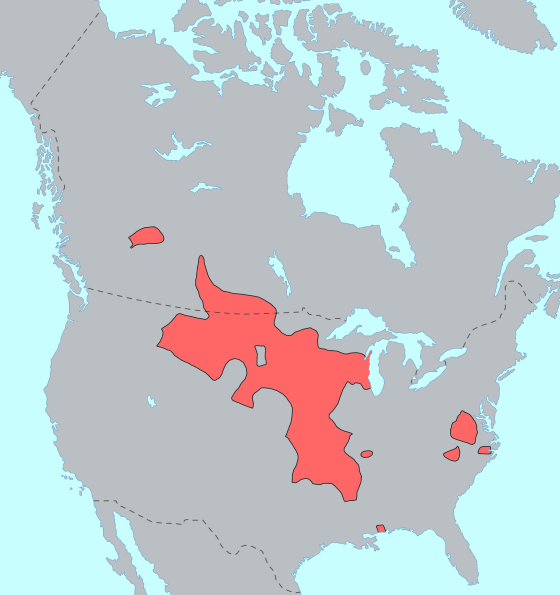
Distribuição pré-contato dos idiomas siuano-cataubanos

Siuano ou siuano–cataubano, ou ainda sioux, é uma família linguística da América do Norte que está localizada principalmente nas Grandes Planícies, nos vales de Ohio e Mississippi e no sudeste da América do Norte com algumas outras línguas no leste.

## Relações externas
A isolada língua Yuchi pode ser o parente mais próximo das línguas Sioux-Catawban, baseado em mudanças de som e comparação morfológica.
No século XIX, Robert Gordon Latham propôs que as línguas Sioux estivessem relacionadas com as línguas Caddoanas e Iroquesas. Em 1931, Louis Allen apresentou a primeira lista de correspondências sistemáticas entre um conjunto de 25 itens lexicais em Sioux e iroquês. Nos anos 1960 e 1970, Wallace Chafe explorou ainda mais a ligação entre as línguas Sioux e Caddoana. Na década de 1990, Marianne Mithun comparou a morfologia e a sintaxe de todas as três famílias. Atualmente, esta hipótese de uma grupo de línguas Macro-Sioux não é considerada provada, e as semelhanças entre as três famílias podem ser devidas a suas protolínguas terem sido parte de um mesmo sprachbund.

## Fonologia
Na literatura siouxnista (por exemplo, Rankin (2015)), as transcrições em fonética americanista são a norma, de acordo com o IPA *ʃ é o  Americanista *š, IPA *j é Americanista *y, e assim por diante
A principal mudança no sistema proposto anteriormente consiste em contabilizar sistematicamente a distribuição de séries de múltiplas oclusivas nas línguas Sioux modernas, rastreando-as até as séries de múltiplas oclusivas na protolinguagem. Análise anterior postulou apenas uma série de única de oclusivas.
Muitos dos aglomerados de consoantes propostos por Wolf (1950-1951) podem ser explicados devido à síncope de vogais curtas antes de sílabas acentuadas. Por exemplo, Matthews (1958: 129) apresenta * wróke como a protoforma para 'macho'. Com dados adicionais de um conjunto maior de línguas Sioux desde meados do século XX, Rankin e outros (2015) apresenta * waroː (-ka) como a forma reconstruída para 'macho'.
Ao contrário das propostas de Wolff e Matthew, não há consoantes nasais postuladas em Proto-Sioux. As consoantes nasais só surgem nas línguas derivadas quando seguidas por uma vogal nasal. Além disso, há um conjunto de sons que representam versões obstruentes de seus sonorantes correspondentes. Esses sons têm reflexos diferentes nas línguas derivadas, com *w aparecendo como [w] ou [m] na maioria dessas línguas filhas, enquanto *W tem um reflexo de [w], [b], [mb] ou [p]. O valor fonético real desses obstruentes é uma questão de algum debate, com alguns argumentando que eles surgem através de sequências geminadas *w + *W ou * r+ *r ou um sinal laringeal *w ou *r. 

## Propostas antigas
Existe uma certa quantidade de trabalho comparativo entre as fonologias nas línguas Siouan-Catawban. Wolff (1950-51) está entre os primeiros e mais completos trabalhos sobre o assunto. Wolff reconstruiu o sistema de proto-Sioux, modificado por Matthews (1958). O sistema deste último é mostrado abaixo:
|             | Labial | Alveolar | Palatal | Velar | Glotal |
| ----------- | ------ | -------- | ------- | ----- | ------ |
| Plosiva     | *p     | *t       |         | *k    | *ʔ     |
| Fricativa   |        | *s       | *ʃ      | *x    | *h     |
| nasal       | *m     | *n       |         |       |        |
| Aproximante | *w     | *r       | *j      |       |        |

Com relação às vogais, cinco vogais orais estão sendo reconstruídas /*i, *e, *a, *o, *u/ e também três nasais /*ĩ, *ã, *ũ/. Wolff também reconstruiu alguns clusters consonantais /*tk, *kʃ, *ʃk, *sp/.

## Proposta atual
O trabalho colaborativo envolvendo um número de Siouxanistas começou na Oficina Comparativa Siuana (1984) na Universidade do Colorado com o objetivo de criar um dicionário comparativo de Sioux que incluiria reconstruções Proto-Sioux. Este trabalho produziu uma análise diferente do sistema fonêmico do proto-Siouan, que aparece abaixo:

#### Consoantes
|            |                     | Labial | Coronal | Palatal | Velar | Glotal |
| ---------- | ------------------- | ------ | ------- | ------- | ----- | ------ |
| Plosiva    | tenuis plana        | *p     | *t      |         | *k    | *ʔ     |
| Plosiva    | Ejetiva glotalizada | *pʼ    | *tʼ     |         | *kʼ   |        |
| Plosiva    | pre-aspirada        | *ʰp    | *ʰt     |         | *ʰk   |        |
| Plosiva    | post-aspirada       | *pʰ    | *tʰ     |         | *kʰ   |        |
| Fricativa  | tenuis plana        |        | *s      | *ʃ      | *x    | *h     |
| Fricativa  | ejetiva glotalizada |        | *sʼ     | *ʃʼ     | *xʼ   |        |
| Sonorante  | Sonorante           | *w     | *r      | *j      |       |        |
| Obstruente | Obstruente          | *W     | *R      |         |       |        |

### Vogais

#### Vogais orais
|                 | Anterior        | Anterior        | Central         | Central         | Posterior       | Posterior |
| ‘‘vogal curta’’ | ‘‘vogal longa’’ | ‘‘vogal curta’’ | ‘‘vogal longa’’ | ‘‘vogal curta’’ | ‘‘vogal longa’’ |           |
| --------------- | --------------- | --------------- | --------------- | --------------- | --------------- | --------- |
| Fechada         | *i              | *iː             |                 |                 | *u              | *uː       |
| Medial          | *e              | *eː             |                 |                 | *o              | *oː       |
| Aberta          |                 |                 | *a              | *aː             |                 |           |

##### Vogais nasais
|                 | Anterior        | Anterior        | Central         | Central         | Posterior       | Posterior |
| ‘‘vogal curta’’ | ‘‘vogal longa’’ | ‘‘vogal curta’’ | ‘‘vogal longa’’ | ‘‘vogal curta’’ | ‘‘vogal longa’’ |           |
| --------------- | --------------- | --------------- | --------------- | --------------- | --------------- | --------- |
| Fechada         | *ĩ              | *ĩː             |                 |                 | *ũ              | *ũː       |
| Medial          |                 |                 |                 |                 |                 |           |
| Aberta          |                 |                 | *ã              | *ãː             |                 |           |

#### Vogais
Trabalhos mais antigos sobre Proto-Sioux apenas apresentavam extensão única de vogal única. No entanto, a extensão da vogal fonêmica existe em várias línguas Sioux, como Hidatsa, Winnebago (Ho-Chunk) e Tutelo. Rankin e outros (2015) analisam múltiplas instâncias de vogais longas como presentes devido a herança comum em vez de uma inovação comum. As cinco vogais orais e três vogais nasais apresentadas por estudiosos anteriores devem ser usadas como uma distinção entre vogais curtas e longas. O sistema de vogais Proto-Sioux proposto aparece abaixo:

## Amostras de textos
Dakota Sioux (The Deer Woman) (A Mulher-Veado)
ortografia White Hat
Wic̀as̀a waƞ wayei k’a taḣc̄a num wic̀ao k̄eyap̄i’. T̄aƞyena wic̀apat̄e c̀’a tado k̄iƞ tas̀uƞk̄e k’iƞkiye c̀’a wana wi kuc̄iyena c̀aƞke t̄iyat̄ak̄iya k̄uyaƞk̄a k̄eyap̄i’. Maya waƞ apajejeyena asnik̄iya-iyot̄ak̄a uƞkaƞ akot̄aƞhaƞ wiƞyaƞ waƞ maya-akdakda tahenak̄iya uyaƞk̄a e waƞyak̄ yaƞk̄a keyap̄i’. Wana hihuƞni k’a wic̀as̀a kiƞ isakip̄ hinajiƞ k’eyas̀ inina yaƞk̄a uƞkaƞ haƞk̄eya kic̀i iyot̄ak̄e c’a – T̄oke iyemayak̄iyes̀ni se? T̄oka uƞkaƞ inina naƞk̄a ha? – eye c̀’a is̀ iya maya k̄iƞ ed hu ġeġeya iyot̄ak̄a k̄eyap̄i’.
Ortografia Ulrich
Wičháša waƞ wayéi k’a tháȟča núm wičháo kéyápi’. Taƞyéna wičháphate č’a thadó kiƞ thašúƞke k’iƞkhíye č’a waná wí khúčiyena čhaƞkhé tiyátakiya kúyaƞka kéyápi’. Mayá waƞ aphážežeyena asníkiya-iyotaka uƞkháƞ akhótaƞhaƞ wíƞyaƞ waƞ mayá-akdákda thahénakiya úyaƞka e waƞyák yaƞká kéyápi’. Waná hihúƞni k’a wičháša kiƞ isákhip hinážiƞ k’éyaš inína yaƞká uƞkháƞ haƞkéya kičhí íyotake č’a – Tokhe iyémayakiyešni se? Tókha uƞkháƞ inína naƞká he? – eyé č’a íš iyá mayá kiƞ éd hú ǧéǧeya íyotaka kéyápi’.
Parte de uma história chamada "The Deer Woman", escrita por Ella Deloria.
Ortografia Lakhota Sioux
Menino do mocassim tartaruga
Hećeś hokśila wan kunśitku kićilaḣći ti śke. Yunkan anpetu wan el kunśitku kin ćanḳin iyaya ćanke hokśila kin iśnala tiyata yanke ćin ićunhan hitunkala wan taku yaḳoġa-han ća naḣun keye. Ḳeyaś he winuḣćala kin woyute mahel yuha kin hokśila kin hehanhunniyan slolye śni keye. Ho, tka wana le naḣun kin un wole yunkan wasna wan lila waśte kunśitku kin gnaka ća he e ća hitunkala kin yuta-han keye. ("Turtle Moccasin Boy" por Ella Deloria com ortografia Riggs 1852.
Homem salvo por águias
Eháŋni héčheš oyáte waŋ igláka áyiŋ na waná éthipi yuŋhĥáŋ wičháša waŋ tĥawiču kiŋ hečíya: "Winúĥča, itĥó wayé mní kte ló, " eyá.
Ečháš toháŋ waglí šni héhaŋ éna thí po, " eyá.
Artigo 1 – Declaração dos Direitos Humanos
Wičháša na wíŋyaŋ otóiyohi iglúhapi na iyéhaŋyaŋ wówažapi. Tȟaŋmáhel slol'íč'iyapi na kičhíwičhowepi s'e kičhíčhuwapi kta héčha.
(Lakota Sioux por Joe Bellman)
Tradução literal
Cada um e todos homens e mulheres é livre e tem coisas e direitos iguais. Eles estão seguros de si próprios nas suas mentes, e devem tratar os outros como se fossem irmãos (de sangue).
Tradução padrão
Todos os seres humanos nascem livres e iguais em dignidade e direitos. Eles são dotados de razão e consciência e devem agir em relação uns aos outros em espírito de fraternidade.